# Coucou velouté
Surniculus velutinus
Espèce
Statut de conservation UICN

 LC  : Préoccupation mineure
Le Coucou velouté (Surniculus velutinus), anciennement Coucou surnicou des Philippines, est une espèce d'oiseau de la famille des Cuculidae, endémique des Philippines.
Elle est parfois considérée comme une sous-espèce de Surniculus lugubris.

## Liste des sous-espèces et répartition
- Surniculus velutinus chalybaeus (Salomonsen, 1953) — Mindanao, Samar, Leyte, Bohol et Sulu
- Surniculus velutinus velutinus (Sharpe, 1877) — Luçon, Mindanao et Negros